# Orectochilus nitens
Orectochilus nitens là một loài bọ cánh cứng trong họ van Gyrinidae. Loài này được Peschet miêu tả khoa học năm 1923.